# Anton Ferdinand Benda

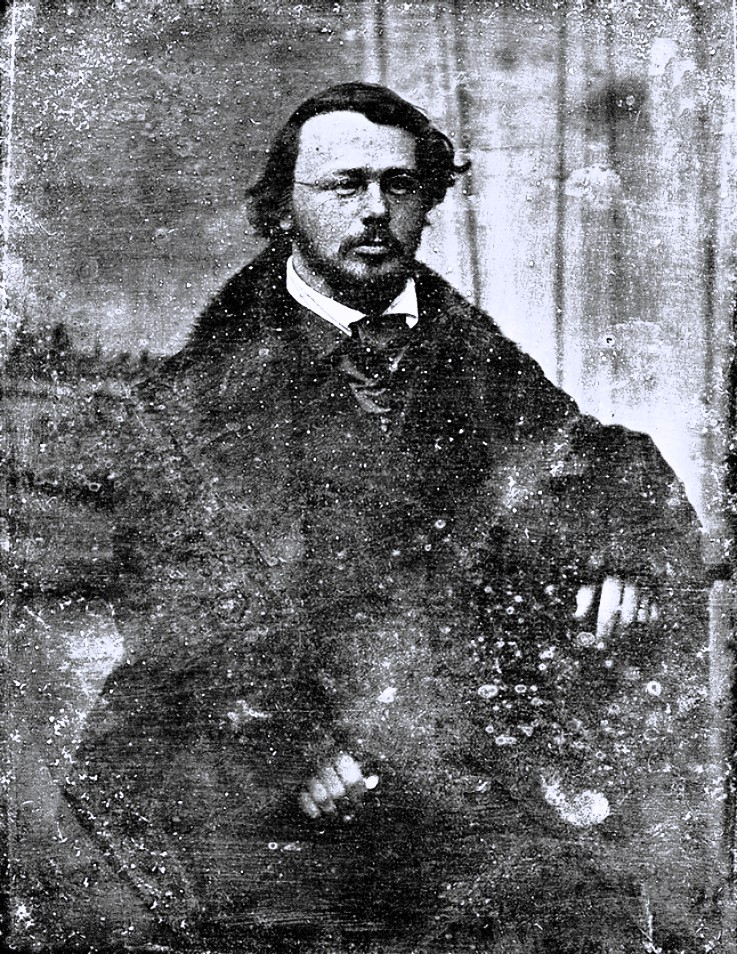
Anton Ferdinand Benda (Porträt von Carl Gustav Oehme 1856)

Anton Ferdinand Benda (* 10. Februar 1817 in Berlin; † 6. Januar 1893 in Lübeck) war ein deutscher Bauingenieur und Lübeckischer Baubeamter.

## Leben
Anton Ferdinand war ein Sohn des Berliner Publizisten und Stadtrats Daniel Alexander Benda (1786–1870) und dessen Ehefrau Veilchen Benda geb. Sachs (1778 – ca. 1858). Er entstammte einer jüdischen Familie und hatte eine Schwester Esther (* 16. Oktober 1813). Beide konvertierten später zum Christentum. Ihr Onkel war Salomo Sachs.
Als Abteilungsingenieur im Eisenbahndienst der Magdeburg-Wittenbergeschen Eisenbahn-Gesellschaft (NWE) entwarf Benda 1846 die 1847–1851 erbaute Eisenbahnbrücke über die Elbe bei Wittenberge. 1855 trat er als Staatsbaudirektor in die Dienste der Hansestadt Lübeck und wurde gleichzeitig Betriebs- oder technischer Direktor der Lübeck-Büchener Eisenbahn. Während er 1863 das Amt des städtischen Baudirektors aufgab, wurde er 1873 Eisenbahndirektor und trat zum 1. Januar 1888 in den Ruhestand. In seine Dienstzeit fällt der Bau des 1864 in Betrieb genommenen Trajekts Lauenburg–Hohnstorf (1878 ersetzt durch die Elbbrücke Lauenburg), der direkten Bahnstrecke Lübeck–Hamburg und der Bau der Verbindung nach Travemünde. Zu seiner Beerdigung am 10. Januar 1893 erschienen seine beiden Nachfolger, Walther Brecht als Betriebsdirektor und Hermann Textor als Ergänzung der Direktion der LBE. Benda gehört zu den Mitbegründern des Vaterstädtischen Vereins und des Technischen Vereins in Lübeck.
Er war der Vater des Juristen und Politikers Johannes Daniel Benda.

## Ehrungen
1865 erhielt Benda den preußischen Kronen-Orden 4. Klasse verliehen. Wie auch später sein Sohn wurde Benda 1887 mit der höchsten Lübecker Auszeichnung, der Gedenkmünze Bene Merenti, vom Lübecker Senat geehrt.

## Schriften
- (mit Victor von Unruh): Mittheilungen über den Bau der Elb-Brücke bei Wittenberge. In: Zeitschrift für Bauwesen, 4. Jahrgang 1854, Heft 1/2, Spalte 7–44.